# Age Of
Age Of è l'ottavo album in studio del musicista statunitense Oneohtrix Point Never, pubblicato nel 2018.

## Tracce
Testi e musiche di Daniel Lopatin.
1. Age Of – 3:24
2. Babylon – 3:04
3. Manifold – 1:50
4. The Station – 4:20
5. Toys 2 – 4:39
6. Black Snow – 3:41
7. myriad.industries – 1:07
8. Warning – 2:38
9. We'll Take It – 3:45
10. Same – 2:02
11. RayCats – 3:40
12. Still Stuff That Doesn't Happen – 4:22
13. Last Known Image of a Song – 4:06